# Sub Pădure
Sub Pădure – wieś w Rumunii, w okręgu Marusza, w gminie Gănești. W 2011 roku liczyła 71 mieszkańców.